# Diego Pastor Alonso
Diego Pastor Alonso (La Bañeza, 1912-¿?, 1942) fue un político y guerrillero español.

## Biografía
Nació en la localidad leonesa de La Bañeza en 1912. Escultor-decorador de profesión, en 1931 ingresaría en el Partido Comunista de España (PCE).
Tras el estallido de la Guerra civil se unió a las milicias republicanas. Posteriormente pasó a formar parte del comisariado político del Ejército Popular de la República. Durante la contienda fungió como comisario de la 92.ª Brigada Mixta y de la 47.ª División. Al final de la guerra se exilió en la Unión Soviética, junto a otros miembros del PCE. Durante la Segunda Guerra Mundial fue subcomandante de un grupo guerrillero, cayendo muerto tras las líneas alemanas a finales de 1942.